# جمعية ولاية كاليفورنيا
جمعية ولاية كاليفورنيا (بالإنجليزية: California State Assembly) هو مجلس النواب التشريعي لولاية كاليفورنيا الأمريكية، يقع مقره الرئيسي في ساكرامنتو، كاليفورنيا، ويتكون من 80 مقعداً.

## طالع أيضًا
- هيئة كاليفورنيا التشريعية